# امیکزیال
امیکزیال (به پرتغالی: Ameixial) یک سکونتگاه مسکونی در پرتغال است که در لوله واقع شده‌است.